# كارلوس ألومار
كارلوس ألومار (بالإنجليزية: Carlos Alomar)‏ هو عازف قيثارة وملحن أمريكي، ولد في 7 مايو 1951 في بونس، بورتوريكو في الولايات المتحدة.

## وصلات خارجية
- كارلوس ألومار على موقع IMDb (الإنجليزية)
- كارلوس ألومار على موقع ميوزك برينز (الإنجليزية)
- كارلوس ألومار على موقع إن إن دي بي (الإنجليزية)
- كارلوس ألومار على موقع أول ميوزيك (الإنجليزية)
- كارلوس ألومار على موقع ديسكوغز (الإنجليزية)